# خیابان دافرین
خیابان دافرین (انگلیسی: Dufferin Street) یک خیابان اصلی شمالی- جنوبی در تورنتو، وان (شهرک) و کینگ، انتاریو، انتاریو، کانادا است.